# Palabros de Cologne
Palabros de Cologne ist ein Independent-Buchverlag mit Sitz in Köln. Der konzernunabhängige Verlag wurde vom gelernten Schriftsetzer Josef Mahlmeister am 26. Juni 1998 in Köln gegründet.

## Geschichte und Programm
Mit der Herausgabe seiner eigenen Sammlung „Zaubergeschichten“ begann das inhaltliche Verlagsprogramm. Es wurde erweitert durch Bücher von anderen Autoren und Illustratoren aus Deutschland und Amerika. Es folgten Anthologien und Übersetzungen. Hierbei sind besonders die Übersetzungen des Franzosen Pierre Gripari (Contes de la rue Broca) und die von der amerikanischen Autorin Cheryl Chapman (Drakkon, the Dragoneater, and me) erwähnenswert.
Zwei ins Deutsche übertragene (Theater-)Stücke Griparis wurden in Köln im Jahre 2000 uraufgeführt "Wachtmeister Waldi", sowie das Puppenspiel "Satina Teufelstochter". 
Die Rue Broca-Erzählung „Die Hexe aus der Besenkammer“ feierte 2015 ihre deutsche Premiere durch eine Erstaufführung des Kinder- und Jugendtheaters JES in Stuttgart.
Der Verlag ist neben der Herausgabe von Kinderbüchern, Anthologien, Lyrik und Theaterstücken, auch auf Fotobände und Regionalliteratur spezialisiert. Die inhaltlich-geografischen Schwerpunkte dieser Bücher umfassen dabei bislang hauptsächlich NRW die Stadt Köln und Düsseldorf. Ergänzt wurde das Programm seit 2006 durch diverse Bastelbücher.

## Austritt aus demBörsenverein des Deutschen Buchhandelsim Jahre 2016
Mit dem Austritt aus dem Börsenverein, veränderte sich das Programm durch die Hinwendung und Erstellung der Bücher mit der Amazon CreateSpace Software. Zum einen entfiel das Problem der Lagerung durch z. Teil hohen, (etwa bei Gripari, 500 Stück) im Voraus gedruckten Print-Auflagen. Zum anderen eröffneten die Print on Demand (Druck auf Anfrage / Bestellung) die Möglichkeiten, ein Mehr an Büchern und ein Weniger an Lagerplatz zu schaffen.
Die Folge waren dabei auch, neben anderen ISBN, andere Buchformate (speziell die Bilderbuch und Fotobuch-Reihen). Im Zuge diese Veränderungen wurde die Print-Buch-Produktion, zu einem bestimmten Anteil zusätzlich mit E-Books erweitert.

## Ausgewählte Titel(ohne Ergänzung als E-Book)bis zum Austritt aus dem Deutschen Buchhandel
- Die Zaubergeschichten vom Zauberer Mirabellum und der Hexe Schlapperspeck. Palabros de Cologne, Köln 1998, ISBN 3-9806184-0-4.
- Beiß mir nur mein Flöckchen nicht !... (Illustrationen: Lusja Shatalova), Palabros de Cologne, Köln 2001, ISBN 978-3-9806184-5-8.
- Liebe, Bauchweh, Teddybär. Liebes- und Kummergedichte, Palabros de Cologne, Köln 2002, ISBN 3-9806184-8-X.
- Die wundersamen Zaubergeschichten des Meister Jobs. Geschichten aus dem Erzieher-Alltag, Palabros de Cologne, Köln 2004, ISBN 3-9806184-4-7.
- Dracko Drachenfresser, Autor: Cheryl Chapman. Illustrationen Michael Kämpfer, Palabros de Cologne, Köln 2006, ISBN 3-9806184-7-1.
- Der Neue (Kinderbuch für Erwachsene). Autor: Klaus Hansen, Illustrationen: Bonski, Palabros de Cologne, Köln 2008, ISBN 978-3-9810559-0-0.
- Engel sind doof. (2sprachig: Englisch / Deutsch), Anthologie, Autoren: Byron W. Sewell, u. a., Palabros de Cologne, Köln 2010, ISBN 978-3-9806184-3-4.
- Die Zaubergeschichten aus der Rue Broca. Autor: Pierre Gripari, Illustrationen: Kämpfer / Tine Decker, Palabros de Cologne, Köln 2011, ISBN 978-3-9813632-0-3.
- Poldi-Dialoge,  (Fiktive Interviews mit dem FC Köln Spieler Lukas Podolski), Klaus Hansen (Text und Illustrationen), Palabros de Cologne, Köln 2012, ISBN 978-3-9813632-4-1.
- „WODOKU“ (von 2009 bis 2013), Eine Sprachenlernreihe, auch: Wort-Sudoku und Vokabel-Lern-Spielebuch, die auf dem japanischen Sudoku aufgebaut ist. Autoren: Elke Huppertz und Klemens Lummer, Köln 2009 (ff), ISBN 978-3-9810559-5-5 (ff). Diese Reihe wurde ab 2014 in einer erweiterten Reprint-Ausgabe vom Münchener Hueber Verlag übernommen.

## Ausgewählte Titel(mit Ergänzung als E-Book)nach dem Austritt aus dem Deutschen Buchhandel
- „Mit eigenen Texten als Ghostwriter reich werden?“ CreateSpace, Charleston / Köln 2014, ISBN 978-1-5001-0058-2.
- „Alt werden sollst du nicht! Roman mit Gedichten“ CreateSpace, Charleston / Köln 2014, ISBN 978-1-4975-8352-8.
- „Jedes Graffiti schreit seine Geschichte!“ Ein Kölner Fotoband. CreateSpace, Charleston / Köln  2014, ISBN 978-1-5010-1657-8.
- „Papa und Sohn basteln mit Pappe und Schere“ Basteleien aus Kartons. Band 1, CreateSpace, Köln 2014, ISBN 978-1-5008-6982-3.
- „Der seltsame Traum von Posinko dem deutschen Flamingo“ Ein Bilderbuch aus dem Kölner Zoo, mit Illustrationen von Josef Mahlmeister. Band 1, CreateSpace, Charleston 2014, ISBN 978-1-5029-5589-0.
- „Kölns Geisterzug am Valentinstag 2015“ Fotoband mit Bildern aus Köln. CreateSpace, Charleston / Köln 2015, ISBN 978-1-5088-1514-3.
- „Der Kölner Friedhof Melaten und der Wiener Zentralfriedhof“ (unveränd. NeuAuflage 2015) Fotoband. Palabros de Cologne  / Amazon, Köln 2010, ISBN 978-3-9810559-8-6.
- „Engel, Kinder und Musen auf dem Südfriedhof in Köln“ (unveränd. NeuAuflage 2015) Fotoband mit Geschichten. Palabros de Cologne / Amazon, Köln 2011, ISBN 978-3-9810559-9-3.
- „Ruhe und Frieden auf dem alten Nordfriedhof und dem Kölner Westfriedhof“ (unveränd. NeuAuflage 2015) Ein Fotoband mit Kölner Geschichten. Palabros de Cologne / Amazon, Köln 2012, ISBN 978-3-9813632-1-0.
- „Nein! Paula Pudelwutz mag nicht schlafen“ Bilderbuch für U3-Kinder. CreateSpace, Charleston 2016, ISBN 978-1-5306-6740-6.
- „Die Kinderlieder-Kompanie“ Kindertheater Band 1, CreateSpace, Köln 2016, ISBN 978-1-5330-4293-4.
- „Prinzessin Ampelnase“ Kindertheater Band 3, CreateSpace, Köln 2016, ISBN 978-1-5330-4296-5.
- „Short Toilet Paper Stories“ Foto-Bastel-Impulse mit Klopapier. CreateSpace, Köln 2016, ISBN 978-1-5352-6831-8. (englisch)
- „Papa und Sohn basteln mit Klopapierrollen“ Basteleien mit Rollen vom Klopapier. (= Kindergarten und Grundschule. Band 4). CreateSpace, Köln 2016, ISBN 978-1-5303-0690-9.
- „Der Karauschenweiher“ Fotoband. CreateSpace, Charleston / Köln 2018, ISBN 978-1-7256-6232-2.
- „Drei Road-Touren und immer den Nasen nach!“ Reisebericht und Fotoband. CreateSpace, Charleston / Köln 2018, ISBN 978-1-7273-3514-9.
- „Graffiti kann jeder!?“ Fotoband 12 Jahre AZ Köln. CreateSpace, Charleston / Köln 2022, ISBN 979-8800575538.

## Markenschutz
Der Begriff „Palabros de Cologne“ ist ebenfalls das Pseudonym des Herausgebers Josef Mahlmeister.
Am 4. Juni 1998 wurde der Begriff außerdem unter der Nr. 398 13 383 (Akz.: 398 13 383.2) beim Deutschen Patentamt in München (+ Jena) eingetragen und als sog. Wortmarke urkundlich geschützt. - Das Patent wurde zum Jahre 2008 (Akz.: 30 2008 002 117) und auch 2018 (Akz.: 30 2018 021 910) erneuert und hat eine Schutzdauer bis zum 30. September 2028.
Inkludiert sind dabei jeweils die Klassen 16 (Druckereierzeugnisse, Bücher), 41 (Veröffentlichung und Herausgabe von Büchern, Durchführen und Anfertigung von Übersetzungen etc.) und 42 (bzgl. Webseiten).

## Autoren
Autoren des Verlags sind, neben dem Herausgeber, u. a. Cheryl Chapman, Daniela Eckstein, Sarah Gaspers, Ilona Garrett, Britta Grewe, Pierre Gripari, Klaus Hansen, Carsten Sebastian Henn, Willi van Hengel, Elke Huppertz, Byron W. Sewell, Victoria Sewell, Hans Therre, Andreas Obster, Klemens Lummer, Verena Wolf.

## Illustrationen
Visuell ergänzen die Buchtexte, neben dem Herausgeber, Künstler, wie Bonski, Miguel E. Riveros, Lisa Ganz, Michael Kämpfer, Tine Decker und Lusja Shatalova.